# Rjavško jezero
Rjavško jezero, (nemško Rauschelesee), se nahaja v občini Hodiše blizu Hodiškega jezera  na avstrijskem Koroškem). Jezero je turistično atraktivno za kopanje in za ribolov.
Rjavško jezero je raztegnjeno v smeri vzhod-zahod in je sestavljeno iz dveh kotanj, ki ju ločuje plitek prag. Rjavško jezero se izliva na vzhodu, medtem ko se Hodiško jezero izliva na severu preko potoka Ribnica ((nemško Reifnitzbach) v Vrbsko jezero. Poleg tega loči razvodje Rjavško jezero od Hodiškega jezera.
Dotok in odtok je preko Vetrinjskega potoka ((nemško Viktringerbach), ki mu rečejo v spodnjem toku slovensko Reka (ali nemško Rekabach) in ki teče iz Mlinarjev bajerja (birta) (nemško Baßgeigensee v Rjavško jezero in od tam skozi verigo ribnikov pri vasi Vinče (nemško Wintschach)  oziroma preko t.i. (nemško) Treimischer Teiche proti Jezernici (nemško Glanfurt) in od tod v Glino. 
Jezero je del 2532 ha velikega pokrajinskega varstvenega območja  »Dolina Hodiških jezer« (nemško Keutschacher-See-Tal) .

## Živali v Rjavškem jezeru
V Rjavškem jezeru najdemo naslednjih 10 vrst rib:
- klen (Leuciscus cephalus)
- krap (Cyprinus carpio)
- linj (Tinca tinca)
- sončni ostriž (Lepomis gibbosus)
- pezdirk (Rhodeus sericeus amarus)
- rdečeoka (Rutilus rutilus)
- rdečeperka (Scardinius erythrophthalmus)
- smuč (Sander lucioperca)
- som (Silurus glanis)
- ščuke (Esox lucius)

## Spletne povezave
- Rauschelesee (Kärntner Institut für Seenforschung)